# 복합대사
《복합대사》(复合大师)는 2017년 방송되었던 중국의 드라마이다.

## 소개
- 사이가 벌어진 연인들을 재결합할 수 있도록 도와주는 사무실의 모습을 그린 코미디 드라마

## 등장 인물
- 자나이량 - 리두안 역
- 왕샤오천 - 주모 역
- 대악악 (代乐乐) - 허저우이 역
- 장초 (Juck Zhang) - 위광 역
- 양초 (梁超) - 포교수 역
- 오아형 (吴亚衡) - 부간자오 역
- 취징징 - 예즈 역
- 덩차오 - 메이위안궤이 역
- 천허 - 린유양 역
- 옌니 - 구샤오이 역
- 왕예선 (王艺禅) - 쉐이징 역
- 왕지 (王姬) - 리두안의 어머니 역
- 사남 (謝楠) - 티나 역
- 가오신 - 지앙모란 역